# Трешине (Авелино)
Трешине је насеље у Италији у округу Авелино, региону Кампанија.
Према процени из 2011. у насељу је живело 9509 становника. Насеље се налази на надморској висини од 282 м.